# آلي لوف
آلي لوف (بالإنجليزية: Ally Love) (22 أغسطس 1991 - ) هو لاعب كرة قدم بريطاني في مركز الدفاع. لعب مع نادي سانت ميرين ونادي ستنهاوسموير ونادي ستيرلينغشير الشرقية وAnnan Athletic F.C. ‏ ونادي ألبيون روفرز.

## وصلات خارجية
- آلي لوف على موقع قاعدة بيانات كرة القدم.إي يو (الإنجليزية)
- آلي لوف على موقع Soccerbase.com (لاعب) (الإنجليزية)